# Riksteatret
El Riksteatret (en català: Teatre Nacional Itinerant) és un teatre itinerant noruec. Va ser establert per llei l'any 1948. La seva primera actuació va ser a Kirkenes l'any 1949, amb l'obra En reise i natten de Sigurd Christiansen. El teatre actua en uns 200 escenaris diferents arreu del país. El seu primer director de teatre va ser Fritz von der Lippe, que va ocupar aquest càrrec de 1949 a 1968. Ellen Horn ha estat directora de teatre des del 2005.